# Loubat Point
Der Loubat Point (französisch Pointe de Loubat) ist eine Landspitze an der Graham-Küste des Grahamlands auf der Antarktischen Halbinsel. Am nordwestlichen Ende der Kiew-Halbinsel bildet sie die Nordseite der Einfahrt zur Deloncle-Bucht.
Teilnehmer der Belgica-Expedition (1897–1899) unter der Leitung des belgischen Polarforschers Adrien de Gerlache de Gomery waren vermutlich die ersten, die diese Landspitze sichteten. Teilnehmer der Vierten Französischen Antarktisexpedition (1903–1905) unter der Leitung des Polarforschers Jean-Baptiste Charcot sichteten sie erneut. Charcot benannte sie nach dem US-amerikanischen Philanthropen Joseph Florimond Loubat (1831–1927). Das UK Antarctic Place-Names Committee überführte am 22. September 1954 die französische Benennung ins Englische.